# Gerhard Fischer (Journalist)
Gerhard Fischer (* 6. Dezember 1925 in Leipzig; † 4. Juli 2003 in Berlin) war ein deutscher Journalist und Parteifunktionär der DDR-Blockpartei LDPD. Er war unter anderem als Chefredakteur der Liberal-Demokratische Zeitung in Halle (Saale) und des Zentralorgans Der Morgen in Berlin tätig.

## Leben

### Jugend und Ausbildung
Gerhard Fischer wurde als zweiter Sohn eines Bäckers und dessen Ehefrau in Leipzig geboren, wo er fünf Jahre die Friedrich-List-Schule besuchte. Mit einer Freistelle sicherte er sich den Weiterbesuch dieser Lehranstalt.
1940 verlor er seinen Bruder, der in Belgien als Soldat fiel. 1942 kam Fischer zum Deutschen Jungvolk und wurde Hauptjungzugführer. Am 4. Januar 1943 beantragte er die Aufnahme in die NSDAP und wurde zum 20. April desselben Jahres aufgenommen (Mitgliedsnummer 9.352.837). 1943 wurde er mit einem Notabitur aus der Schule entlassen und zum Arbeitsdienst einberufen. Aufgrund eines Herzleidens wurde Fischer nicht zur Wehrmacht eingezogen und kehrte Ende 1943 zur Schule zurück. Sein Vater starb 52-jährig.
Durch den Tod seiner Mutter im Oktober 1945 war er nun auf sich gestellt. In diese Zeit fiel auch das Kennenlernen seiner Lebensgefährtin Marianne, die er im Juli 1946 heiratete. Aus dieser Ehe gingen zwei Jungen (geb. 1947 und 1950) hervor. Vom Herbst 1945 bis März 1946 legte Fischer sein Abitur ab. Die Zeit vorher und danach überbrückte er mit Privatunterricht für Grund- und Oberschüler. 1946 trat er in die Liberal-Demokratische Partei Deutschlands (LDPD) ein.

### Arbeit als Journalist
Seinen Wunsch, eine journalistische Ausbildung zu beginnen, konnte er zunächst nicht verwirklichen. Bewerbungen beim Rundfunk und der lokalen Zeitung wurden abgelehnt. Durch einen Aufruf an junge Menschen, die Lust und Liebe zum Journalismus verspüren, wurde er ausgewählt und übernahm eine Gemeindezeitung in Böhlitz-Ehrenberg bei Leipzig. Diese Tätigkeit wurde für Fischer durch die Probleme der Nachkriegsentwicklung eine persönliche Eignungsprüfung. Bei einem Wettbewerb unter fünf Zeitungen erzielte er den zweiten Preis, der ihm gleichzeitig einen Volontärvertrag mit der von 1946 bis 1948 von der Stadt herausgegebenen Leipziger Zeitung einbrachte.
Die Chefredaktion gab Fischer gleichzeitig die Möglichkeit, an der Leipziger Universität Publizistik, Geschichte und Volkswirtschaft zu studieren und die Chance, die praktische Ausbildung mit der wissenschaftlichen zu verbinden. Die Fachrichtung Publizistik wurde mehrfach neu gegliedert. Nach anderthalb Jahren Grundlagenforschung für seine Doktorarbeit verstarb der Doktorvater vorzeitig. Eine spätere Fortsetzung ergab sich nicht.
Bei der Leipziger Zeitung volontierte Fischer von 1946 bis 1948, wo er bereits über die Messe berichtete und eine Korrespondenztätigkeit für das Zentralorgan der LDPD Der Morgen aufnahm. Für das in Dresden erscheinende LDPD-Landesorgan Sächsisches Tageblatt leitete er die Leipziger Ausgabe. Von 1954 bis 1955 war Fischer Chefredakteur der Liberal-Demokratischen Zeitung in Halle, wohin er mit seiner Familie auch zog. 1955 wurde er als Chefredakteur des Morgen nach Berlin berufen.
Ab 1957 war Fischer Mitglied des Politischen Ausschusses des Zentralvorstandes der LDPD und ab 1967 Mitglied des Sekretariats des Zentralvorstandes der LDPD. 1958 wurde er Mitglied des Präsidiums des Verbandes der Presse (danach Verband der Journalisten) der DDR, 1977 stellvertretender Vorsitzender des Freundschaftskomitees DDR–Japan, ab 1977 Präsident. Seit seiner Leipziger Zeit war Fischer ein enger politischer Gefolgsmann und Vertrauter des LDPD-Spitzenpolitikers und letzten Staatsratsvorsitzenden der DDR Manfred Gerlach.
Im Herbst 1989 gab Fischer – den das Scheitern seiner sozialistischen Utopie tief traf – sein Amt als Chefredakteur auf.

## Auszeichnungen in der DDR
- 1958: Franz-Mehring-Ehrennadel
- 1959: Verdienstmedaille der DDR
- 1960: Wilhelm-Külz-Ehrennadel der LDPD
- 1964: Vaterländischer Verdienstorden in Bronze
- 1971: Vaterländischer Verdienstorden in Silber
- 1976: Orden Banner der Arbeit, Stufe I
- 1976: Ehrennadel der Liga für Völkerfreundschaft der DDR in Gold

## Publikationen
- Unter heißer Sonne, Reisenotizen aus 12 Ländern, Buchverlag Der Morgen, Berlin, 1964
- Otto Nuschke. Ein Lebensbild. Union-Verlag, Berlin 1983.